# اچ‌ام‌اس کنکورد (۱۷۸۳)
اچ‌ام‌اس کنکورد (۱۷۸۳) (به انگلیسی: HMS Concorde (1783)) یک کشتی است که طول آن ۱۴۲ فوت ۱۱ اینچ (۴۳٫۶ متر) می‌باشد. این کشتی در سال ۱۷۷۷ ساخته شد.